# Gardom Lake
Gardom Lake är en sjö i Kanada.   Den ligger i provinsen British Columbia, i den södra delen av landet, 3 200 km väster om huvudstaden Ottawa. Gardom Lake ligger 548 meter över havet. Arean är 0,80 kvadratkilometer. Den sträcker sig 1,1 kilometer i nord-sydlig riktning, och 1,5 kilometer i öst-västlig riktning.
I omgivningarna runt Gardom Lake växer i huvudsak blandskog. Runt Gardom Lake är det ganska tätbefolkat, med 214 invånare per kvadratkilometer.